# EGR-szelep
A járműveknél az EGR-szelep (angol: exhaust gas recirculation) funkciója a kipufogógáz-visszavezetés szabályozása.
A károsanyag-kibocsátás csökkentése és szabályozása a benzin és dízelmotoroknál is kötelező. Magas égési hőmérsékletnél az égéstérben nitrogén-oxid (NOx) keletkezik. A kipufogógáz egy részének a szívási rendszerbe visszavezetésével csökken a kibocsátott nitrogén-oxidok mennyisége.

## AZ EGR-szelep működési elve
Az EGR-szelep biztosítja az összeköttetést a kipufogócső és a szívórész között és szabályozza a visszavezetett kipufogógáz mennyiségét. Amikor a kipufogógáz egyes összetevőit visszavezetjük a friss, beszívott levegőhöz, az égési hőmérséklet csökken az égéstérben (benzinmotoroknál ≈650 °C-ra, dízelmotoroknál ≈450 °C-ra). Az alacsonyabb égési hőmérséklet megakadályozza a nitrogén-oxidok kialakulását. EGR-rendszer használatával a csökkent NOx-emisszió mellett, benzinmotoroknál csökken a tüzelőanyag-fogyasztás is, dízelmotoroknál pedig mérséklődik a zajszint.

## A kipufogógáz visszavezetése kétféle módon történhet
A belső kipufogógáz-visszavezetés során a kipufogógáz és a friss keverék (tüzelőanyag-levegő) keveredése az égéstéren belül történik, négyütemű motornál a szívó- és kipufogószelep összenyitásával. A változtatható szelepvezérlésnek köszönhetően a visszavezetési arány terhelés- és fordulatszámfüggően aktívan befolyásolható.
A külső kipufogógáz-visszavezetés az EGR-szelep, a kipufogócsonk és a szívócsonk között egy külső, kiegészítő vezetéken keresztül történik. Az első rendszereket egy pneumatikus működésű tányérszelep vezérelte, majd a későbbiek során megjelentek a pneumatikus korlátozó- és visszacsapó-, valamint a késleltetőszelepek is.
Az igazi áttörést azonban a korszerű motoroknál a vákuumtól független, elektromos vezérlésű szelepek jelentették, amely gyors reakcióidőt és pontos szabályozást biztosít bármilyen motorterhelésnél.

## AZ EGR-szelep meghibásodásai
Az EGR-szelep meghibásodására utaló jelek: motorfüstölés, hidegindítási problémák, motorteljesítmény-csökkenés, motormegtorpanás, rángatás bizonyos motorterheléseknél.
Az EGR-szelep meghibásodásának okai: 
- mechanikai hiba: ilyenkor a szelep elkokszolódása (kipufogógázból származó olajköd- és koromlerakódás) miatt nem tud lezárni az EGR-szelep, nő a visszavezetett kipufogógáz mennyisége, ezáltal olyan motorüzem-állapotoknál is kipufogógáz kerül a motorba, amikor nem szabadna, például a hidegindítás vagy az üresjárat során. A vákuumcsövek, és a nyomásátalakítók meghibásodása is kihat az EGR-szelepre.
- elektromos hiba: ilyenkor a nagy hőterhelésnek kitett vezérlő elektronika megy tönkre.
A meghibásodott EGR-szelepet illetve EGR nyomásátalakító szelepet cserélni kell.

## Hasznos linkek
EGR-szelepek részletes leírása (angol)

EGR-szelep működésének ábrája